# 히메노마에
히메노마에(일본어: 姫の前 ひめのまえ[*], 생년미상 - 조겐 원년 3월 29일 (1207년 4월 27일))는 가마쿠라 시대 초기의 여성이다. 가마쿠라 막부의 고케닌 히키 토모무네의 딸이다. 가마쿠라 막부 2대 싯켄 호죠 요시토키의 정실이다. 자녀로는 토모토키 (나고에류 시조), 시게토키 (고쿠라쿠지류 시조), 타케도노 등이 있다.

## 생애
미나모토노 요리토모의 오오쿠라 고쇼에서 근무하는 여관이었던 히메노마에는 『아즈마카가미(吾妻鏡)』에서 "히키 토나이 토모무네의 딸, 당시 권위무쌍한 뇨보였다. 특히 어의(御意)에 맞서다. 얼굴이 매우 아름답다"라 쓰여있으며, 요리토모가 마음에 들어하는 아름다운 사람이었으며, 줄을 설 사람이 없는 권세의 뇨보였다. 요시토키는 1년여 동안 히메노마에에게 연서를 보냈으나, 히메노마에는 전혀 휘둘리지 않았고, 이를 보다 못한 요리토모가 요시토키에게 "절대 이혼하지 않겠습니다" 라는 기청문을 쓰게 하여, 두 사람 사이를 주선하였다고 한다. 이렇게 해서 겐큐 3년 (1192년) 9월 25일, 히메노마에는 요시토키에게 시집가고, 겐큐 4년 (1193년), 요시토키의 차남 토모토키, 겐큐 9년 (1198년)에는 3남 시게토키를 낳는다.
겐닌 3년 (1203년) 9월, 히키 요시카즈의 변이 일어나, 친정인 히키씨가 남편 요시토키가 이끄는 군대에 의해 멸망당한다. 『아즈마카가미(吾妻鏡)』에서는 이후의 히메노마에 소식에 대해서는 알 수 없으나, 『메이게츠키(明月記)』 가로쿠 2년 (1226년) 11월 5일조에 따르면, "미나모토노 토모치카의 자식 (미나모토노 스케미치)은 호죠 토모토키의 동복동생으로,막부로부터 임관 추거가 있었다"고 기록하고 있어, 스케미치는 겐큐 원년 (1204년) 출생이므로, 히메노마에는 히키의 난 직후 요시토키와 이혼하고, 상락하여 미나모토노 토모치카와 재혼해, 스케미치를 낳은 것으로 보인다. 덴푸쿠 원년 (1233년)에 토모토키의 유자 (양자와 비슷하지만 후견인 정도의 관계)가 된 토모치카의 차남 미나모토노 스케토키도 히메노마에의 소생으로 보인다.
『메이게츠키(明月記)』 조겐 원년 (1207년) 3월 30일조에 전날 미나모토노 토모치카 소장의 아내가 사망한 사실이 기록되어 있으며, 즉 히메노마에는 재혼 후 3년 정도 만에 교토에서 사망한 것이다.

## 관련 작품

### TV드라마
- 풀이 타오르다 (1979년, NHK대하드라마) - 노하기 역, 배우 사카구치 료코
- 가마쿠라도노의 13인 (2022년, NHK대하드라마) - 히나 역, 배우 홋타 마유